# حسین حسینی (بازیکن فوتبال، زاده ۱۳۷۳)
حسین حسینی (زاده ۲۹ دی ۱۳۷۳ - شهرستان ساوجبلاغ) بازیکن فوتبال اهل ایران است.